# Děti bohů (Hvězdná brána)
Děti bohů je 1. a 2. epizoda 1. řady sci-fi seriálu Hvězdná brána.

## Část první
Ve filmu Hvězdná brána, plukovník Jack O'Neill vedl tým Hvězdnou bránou na planetu Abydos. Po zabití Vládce soustavy Ra odesláním jaderné bomby na jeho loď, když opouštěl Abydos, se O'Neill vrátil na Zemi se dvěma přeživšími členy svého týmu. Na Abydosu zanechal Dr. Daniela Jacksona, který zde zůstal se svou láskou Sha're a jejím bratrem Skaaraou. Po misi odešel plukovník Jack O'Neill do výslužby.
Rok po této misi, Apophis a jeho Jaffové prochází Hvězdnou bránou. Jaffové zabili několik vojáků střežících bránu a unesli jednu ženu. Brzy poté je Jack O'Neill povolán zpět do Cheyennské hory generálmajorem George S. Hammondem. Hammond se ptá, O'Neilla a dalších členů jeho týmu Ferrettiho a Kawalskyho, na události vedoucí až k jejich návratu na Zemi z Abydosu. Když odmítají odhalit cokoli jiného než co je v jejich hlášeních, generál Hammond se rozhodne poslat jadernou bombu Hvězdnou bránu na Abydos, protože věří, že cizinci mohli přijít pouze z Abydosu. O'Neill přiznává, že lhal o zničení Abydosu jadernou bombou. Připouští, že zatímco Ra byl zničen, lidé na Abydosu jsou ještě naživu a žijí svobodně, s Dr. Danielem Jacksonem, který zůstal s nimi. Po rozhovoru se svými nadřízenými, Hammond povoluje O'Neillovi poslat krabici papírových kapesníků Hvězdnou bránou. Když se krabice vrátí od Daniela s nápisem "Díky. Pošlete více", O'Neill je povolán zpět do aktivní služby, znovu získá svou hodnost Plukovník a dostal povolení k tomu, aby vzal tým Hvězdnou bránou na Abydos pátrat po cizích vetřelcích. Tým je složený z plukovníka O'Neilla, Kawalskyho, Ferrettiho a přes O'Neillův odpor, astrofyzičky kapitána doktorky Samanthy Carterové. Když tým projde bránou, najdou skupinu Abydosanů vyzbrojenou pozemskými zbraněmi, kteří na ně čekali. Setkávají se s Danielem, Sha're, a Skaarou. Daniel vede O'Neilla, Kawalskyho, a Carterovou do velké prostorné místnosti která má na stěně nesčetné hieroglyfy. Archeolog odhaluje, že hieroglyfy na kartuši se shodují s různými symboly na Hvězdné bráně. To jej přivádí k domněnce, že zdi jsou ve skutečnosti mapy souřadnic obrovské sítě Hvězdných brán napříč galaxií. Zatímco O'Neill a ostatní odchází, abydoská Hvězdná brána se otevře a tábor je napaden stejnými vetřelci, kteří napadli Zemi. Oči jejich vůdce žhnou, proto ti, co útok přežili uvěřili, že to je Ra. Vetřelci unesou Sha're a Skaaru. Daniel nařídí Abydosanům, aby Hvězdnou bránu po jejich odchodu pohřbili, a řekne Kasufovi, aby bránu znovu vykopali přesně o rok později. Daniel, rozhodnutý chránit svou manželku a švagra, doprovází O'Neilla a jeho tým zpět na Zemi.

## Část druhá
Když zraněný Ferretti může popsat symboly, které vetřelci použili při opuštění Abydosu, generál Hammond se svolením prezidenta nechá vytvořit devět týmů které budou používat Hvězdnou bránu, aby shromažďovali informace o možných hrozbách pro Zemi. O'Neill se stane velitelem SG-1, se Samanthou Carterovou jako jeho zástupcem velitele a Danielem Jacksonem. Kawalsky se stane velitelem SG-2.
Apophis nechává shromáždit ve svém paláci tucet krásných žen, aby mezi nimi našel vhodnou hostitelku pro svou královnu Amaunet. Teal'c, Apophisův první muž, mezi ženami vybírá další vhodnou kandidátku. Vybere ženu z ostrahy brány, kterou Apophis unesl při svém útoku na SGC. Goa'uldské královně se však jako hostitelka nelíbí a je Apophisem zabita. Další ženou, kterou Teal'c vybere je Sha're. Ta se stane hostitelem pro Amonet. Mezitím, oba SG týmy odchází na planetu, kam vetřelci odešli. SG-2 střeží bránu a SG-1 pokračuje v cestě lesem. Setkává se se skupinou mnichů, kteří je doprovází do blízkého města Chulak. Během hostiny vstoupí do místnosti Apophis a Sha're. Když se k ní Daniel rozběhne jsou všichni členové SG-1 zajati. Ve vězení tým objevuje Skaaru. Do vězení vstupují ozbrojené jaffské stráže v čele s Teal’cem. Přijde i několik dalších Goa'uldů a začnou si vybírat z vězňů lidi, kteří se stanou hostiteli Goa'uldů. Skaara je mezi vybranými, a když jej táhnou pryč, křičí zběsile na O'Neilla. Apophis přikazuje, aby zbytek vězňů zabili a odjedou. To způsobí paniku mezi vězni. Když se hadí stráž chystá vykonat Apophisovy příkazy, O'Neill křičí zoufale na Teal'ca, že on může zachránit tyto lidi. Teal'c mu uvěří a obrátí svoji zbraň proti strážím. Ačkoli je Teal'c sám šokován tím, co udělal, rozhodne se jít s SG-1. O'Neill, Carterová, Daniel, a Teal'c odvádí vězně z Chulaku zpět směrem k Hvězdné bráně, s hadí stráží v patách. Během útěku Teal'c vysvětluje O'Neillovi, že má Goa'ulda v břiše, a že je Jaffa, sluha bohů. Larva mu dá dlouhý život a dokonalé zdraví. Blízko brány napadne uprchlíky bojový kluzák. Kawalsky a SG-2 jej sestřelí raketou FIM 92 Stinger. U brány Apophis opouští planetu se svou manželkou a dalšími Goa'uldskými rodinami a Skaara je mezi nimi. O'Neill na něj volá, avšak Skáára je již ovládán Goa'uldem. Lesem se přibližují další Jaffské oddíly. O'Neill, Teal'c, Kawalsky, a zbytek SG-2 na ně střílí. Carterová a Daniel vedou vězně Hvězdnou bránou na Zemi. Těsně předtím než se Kawalsky vrátí bránou, je napaden larvou Goa'ulda, která opustila jednoho z mrtvých Jaffů před bránou. Na Zemi O'Neill představuje Teal'ca generálu Hammondovi a chce jej zařadit do svého týmu. Generála odpovídá, že to není na O'Neillovi. Jakmile všichni opustí prostor brány, Kawalsky sestupuje po rampě a jeho oči zažhnou.